# Telex (banda brasileira)
A Telex foi uma banda de rock comédia e new wave formada na cidade de São Paulo em meados da década de 1980, pelos músicos Oswaldo Gennari (ex-Patrulha do Espaço) no baixo, Leonardo Giodano na bateria, Mauricio Pedrosa nos teclados e vocais e Tadeu Patolla na guitarra.
Em 1984, a banda assinou contrato com a gravadora CBS e lançou seu único disco, com uma única música - um Compacto simples com o hit "Só Delírio", um rock super efervescente que fazia parte de "paus de sebo", e que chegou a figurar entre as mais pedidas pelos ouvintes das rádios de todo o Brasil.
Essa música ainda iria figurar em mais duas coletâneas lançadas pela mesma gravadora: "Rock wave", de 1984, e "Que delícia de rock", editada no ano seguinte. Logo depois disso, a banda encerraria suas atividades.
Por conta disso, essa banda pode ser considerada como "One-hit wonder".

## Discografia
- 1984 - Só delírio • CBS • Compacto simples

Coletâneas - Vários Artistas -
- 1984 - Rock wave • CBS • LP
- 1985 - Que delícia de rock • CBS • LP